# Immotique
 (juillet 2012).
Si vous disposez d'ouvrages ou d'articles de référence ou si vous connaissez des sites web de qualité traitant du thème abordé ici, merci de compléter l'article en donnant les références utiles à sa vérifiabilité et en les liant à la section « Notes et références ».
L'Immotique est un néologisme formé à partir du mot immeuble et du suffixe -tique, qui connote l'informatique et l'électronique voire l'automatique etc.
Comme la domotique, ce domaine est issu de la réunion de l'électronique, de l'informatique et des télécommunications.
Autant que possible et théoriquement, l'immotique est un service et une somme de processus qui devraient être rendu de manière transparente ou discrète, fiable et non-intrusive pour les usagers et visiteurs d'un bâtiment. Elle peut aussi avoir une vertu pédagogique et d'aide et conseil, par exemple en affichant et expliquant les anomalies de consommation d'énergie (ou de production dans les bâtiments équipés pour produire tout ou partie de leur énergie).

## Histoires et concepts connexes
Ce concept est apparu parallèlement au lent développement de la domotique et de la gestion technique de bâtiment, notamment dans les années 1990,.
Il peut s'agir d'un immeuble d'habitation, ou d'un immeuble tertiaire ou de service, dans ce dernier cas, les services recherchés peuvent être très différents (par exemple dans un hôpital, une usine, une école, une salle multisport ou une prison).
Par extension l'immoticien est un technicien, professionnel maîtrisant l'immotique. Ses compétences vont de l'électronique commandée à l'informatique ubiquitaire en passant par les appareils communicants et les systèmes distribués.
Un ensemble d'immeubles « immotisés » (dont chaque appartement peut être « domotisé ») s'inscrit dans « l'urbatique ».

## Description

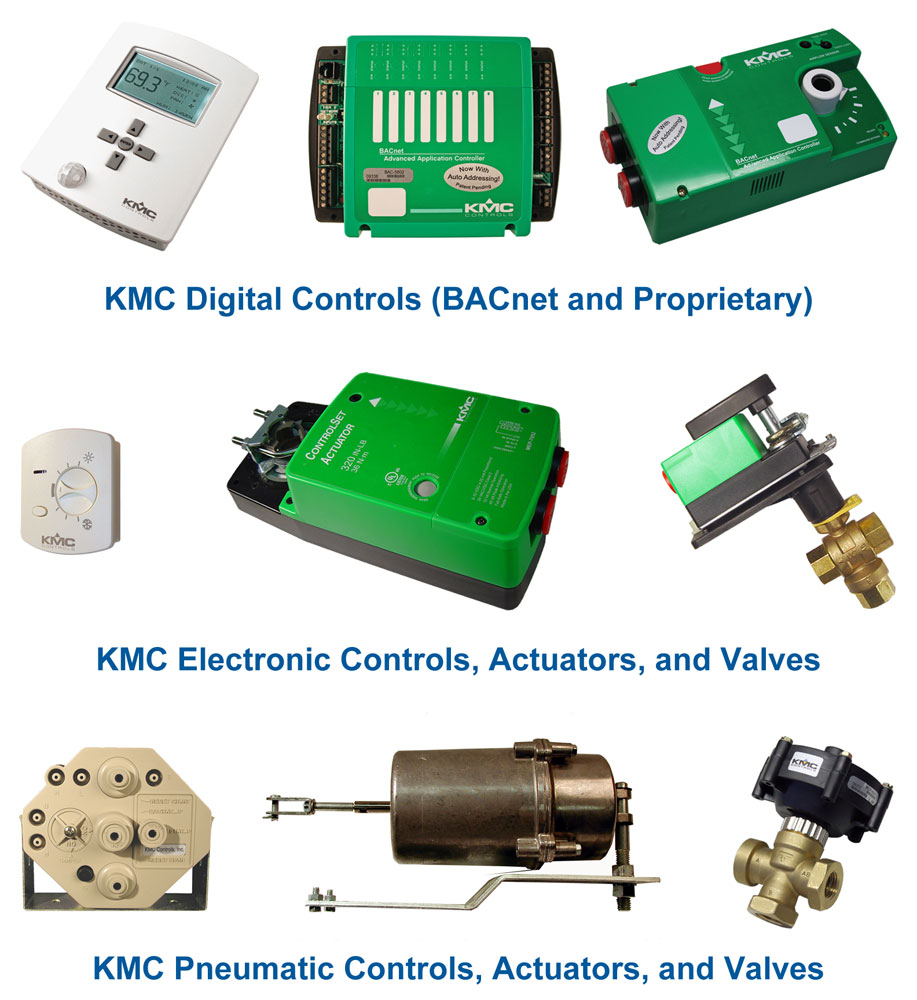
Exemples de modules domotiques (électroniques et électrotechnique, incluant des électrovanneses et un vérin télécommandé, d'une même famille, utilisables dans un système immotique

L'immotique désigne l'ensemble des systèmes domotiques établis à l'échelle d'un grand bâtiment, immeuble ou grand site industriel ou tertiaire.
Cette échelle implique des solutions techniques plus complexes que celles de la domotique classique, visant à gérer des quantités de modules plus importantes que pour un simple domicile de particulier, et parfois avec des fonctions très différentes.
Le terme immotique a été déposé à l'INPI par la société ISIOM[réf. nécessaire], qui est à la fois un cabinet de conseil en immobilier d'entreprise et un éditeur/intégrateur de solution progiciel de gestion globale du patrimoine immobilier.

## Domotique
La domotique est l’ensemble des techniques de l'électronique, de physique du bâtiment, d'automatismes, de l'informatique et des télécommunications utilisées dans les bâtiments. La domotique vise à apporter des fonctions de confort (optimisation de l'éclairage, du chauffage), de gestion d'énergie (programmation), de sécurité (comme les alarmes) et de communication (comme les commandes à distance ou l'émission de signaux destinés à l'utilisateur) que l'on peut retrouver dans les maisons, les hôtels, les lieux publics...

## Solutions immotiques
Elles mobilisent au moins deux familles de solutions immotiques :
- la gestion technique de bâtiment (GTB) ;
- la gestion technique centralisée (GTC).

## Prospective
Parmi les pistes de développement faisant l'objet de recherche figurent :
- l'adaptation du système en temps réel aux « besoins » des usagers ou de certains objets (besoins en énergie, en mise à jour, en consommables...) qui pourraient être suivis par exemple par des « capteurs et actionneurs intelligents »[8] intégrés au bâtiment et au mobilier, ainsi que par des puces RFID (Radio-frequency identification) transportées par les personnes et certains objets, ce qui pose de nouvelles questions éthiques et de protection de la vie privée, propres à certaines applications distribuées et ubiquitaires associées aux besoins ou désirs, exprimés ou non par les individus ;
- l'intelligence artificielle ;
- le contrôle flou[9] ;
- la robotique ;
- la biomimétique (par exemple pour la gestion de l'énergie[10]) ;
- une modularité et une interopérabilitée améliorées par des compilateurs[11] et des intergiciels plus complets et des protocoles d'échanges[12] standardisés, universels ou informatiquement compatibles, qui permettraient l'adjonction et intégration immédiate de matériels « prêts à fonctionner » (« plug and play »[13]) ;
- l'intégration d'une écoconception des matériels, l'informatique et l'électronique devenant une source préoccupante de consommation énergétique et de ressources rares ou polluantes.